# Fearless Tour
Tournées par Taylor Swift
Speak Now World Tour
(2011–2012)
Le Fearless Tour (également connu sous le nom Fearless Tour 2009 et Fearless Tour 2010) est la première tournée de concert de Taylor Swift. Ce tour s'appuie sur l'album Fearless, triple album de platine. La tournée commence le 23 avril 2009 à Evansville dans l'Indiana et se termine le 10 juillet 2010 à Cavendish au Canada. Pendant la tournée, la première partie est assurée par Kellie Pickler, Gloriana et Justin Bieber.
Les 89 concerts de la tournée ont rapporté 66 246 496 $ pour une audience de 1 207 887 personnes. La partie 2010 de la tournée est la quinzième tournée la plus rentable de l'année. Plusieurs concerts sont enregistrés et diffusés sous la forme d'une mini-série intitulée Journey to Fearless sur The Hub entre le 22 et le 24 octobre 2010.

## Création
La tournée est annoncée le 29 janvier 2009 sur son site officiel. L'annonce initiale annonce que Taylor Swift visitera 54 villes dans 39 États et provinces des États-Unis et du Canada.

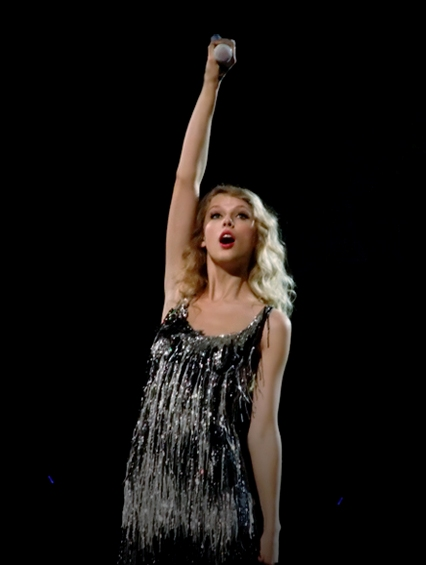
Taylor Swift lors du Fearless Tour en Australie.

La tournée commence le 23 avril 2009 à Evansville dans l'Indiana au Roberts Municipal Stadium. Honorés d'être la ville qui ouvre cette tournée à guichets fermés, le président du conseil municipal lui remet les clefs de la ville et déclare que le 23 avril deviendra le Taylor Swift Day.
La mise en scène comprendre des éléments graphiques et des sets tous créés par Taylor Swift elle-même. Les concerts durent environ 90 minutes et contient de multiples changements de tenues et ainsi qu'un château de princesse illuminé par plus d'un million de lumen de lumière.

## Setlist

### 2009
1. You Belong With Me
2. Our Song
3. Tell Me Why
4. Teardrops on My Guitar
5. Fearless
6. Forever and Always
7. Hey Stephen
8. Fifteen
9. Tim McGraw
10. White Horse
11. Love Story
12. The Way I Loved You
13. You're Not Sorry (avec une partie de What Goes Around... Comes Around)
14. Picture to Burn
15. Change

- Encore

1. I'm Only Me When I'm With You (avec Kellie Pickler and Gloriana)
2. Should've Said No

### 2010
1. You Belong With Me
2. Our Song
3. Tell Me Why
4. Teardrops on My Guitar
5. Fearless
6. Forever and Always
7. Hey Stephen
8. Fifteen
9. Tim McGraw
10. White Horse
11. Love Story
12. The Way I Loved You
13. You're Not Sorry (avec une partie de What Goes Around... Comes Around)
14. Picture to Burn
15. Change

- Encore

1. Today Was a Fairytale
2. Should've Said No

## Dates de la tournée
| Date               | Ville             | Pays       | Lieu                                 |
| ------------------ | ----------------- | ---------- | ------------------------------------ |
| Amérique du Nord   |                   |            |                                      |
| 23 avril 2009      | Evansville        | États-Unis | Roberts Municipal Stadium            |
| 24 avril 2009      | Jonesboro         | États-Unis | ASU Convocation Center               |
| 25 avril 2009      | Saint-Louis       | États-Unis | Scottrade Center                     |
| 30 avril 2009      | North Charleston  | États-Unis | North Charleston Coliseum            |
| 1er mai 2009       | Jacksonville      | États-Unis | Jacksonville Veterans Memorial Arena |
| 2 mai 2009         | Biloxi            | États-Unis | Mississippi Coast Coliseum           |
| Europe             |                   |            |                                      |
| 6 mai 2009         | Londres           | Angleterre | Shepherd's Bush Empire               |
| 7 mai 2009         | Londres           | Angleterre | Shepherd's Bush Empire               |
| Amérique du Nord   |                   |            |                                      |
| 14 mai 2009        | Spokane           | États-Unis | Spokane Veterans Memorial Arena      |
| 15 mai 2009        | Seattle           | États-Unis | KeyArena                             |
| 16 mai 2009        | Portland          | États-Unis | Rose Garden Arena                    |
| 17 mai 2009        | Nampa             | États-Unis | Idaho Center                         |
| 21 mai 2009        | Glendale          | États-Unis | Jobing.com Arena                     |
| 22 mai 2009        | Los Angeles       | États-Unis | Staples Center                       |
| 23 mai 2009        | Las Vegas         | États-Unis | Mandalay Bay Events Center           |
| 24 mai 2009        | San Diego         | États-Unis | San Diego Sports Arena               |
| 26 mai 2009        | Salt Lake City    | États-Unis | EnergySolutions Arena                |
| 4 juin 2009[A]     | Enterprise        | États-Unis | BamaJam Farms                        |
| 11 juin 2009       | Columbia          | États-Unis | Merriweather Post Pavilion           |
| 12 juin 2009       | Greensboro        | États-Unis | Greensboro Coliseum                  |
| 24 juin 2009[B]    | Oshkosh           | États-Unis | Ford Festival Grounds                |
| 25 juin 2009[C]    | Cadott            | États-Unis | Chippewa Valley                      |
| 8 juillet 2009     | Calgary           | Canada     | Pengrowth Saddledome                 |
| 9 juillet 2009     | Edmonton          | Canada     | Stade du Commonwealth                |
| 10 juillet 2009[D] | Craven            | Canada     | Big Valley Park                      |
| 11 juillet 2009    | Winnipeg          | Canada     | MTS Centre                           |
| 16 juillet 2009[E] | Twin Lakes        | États-Unis | Country Thunder Festival Grounds     |
| 17 juillet 2009    | Columbus          | États-Unis | Nationwide Arena                     |
| 18 juillet 2009    | Charleston        | États-Unis | Charleston Civic Center              |
| 23 juillet 2009[F] | Cheyenne          | États-Unis | Frontier Park                        |
| 24 juillet 2009    | Rapid City        | États-Unis | Rushmore Plaza Civic Center          |
| 25 juillet 2009[G] | Minot             | États-Unis | North Dakota State Fairgrounds       |
| 7 août 2009[H]     | Detroit Lakes     | États-Unis | Soo Pass Ranch                       |
| 9 août 2009        | Omaha             | États-Unis | Qwest Center Omaha                   |
| Europe             |                   |            |                                      |
| 22 août 2009[I]    | Chelmsford        | Angleterre | Hylands Park                         |
| 23 août 2009[I]    | Staffordshire     | Angleterre | Weston Park                          |
| Amérique du Nord   |                   |            |                                      |
| 27 août 2009       | New York          | États-Unis | Madison Square Garden                |
| 28 août 2009       | Uncasville        | États-Unis | Mohegan Sun Arena                    |
| 29 août 2009       | University Park   | États-Unis | Bryce Jordan Center                  |
| 30 août 2009       | Louisville        | États-Unis | Freedom Hall                         |
| 3 septembre 2009   | Duluth            | États-Unis | Arena at Gwinnett Center             |
| 4 septembre 2009   | Greenville        | États-Unis | BI-LO Center                         |
| 5 septembre 2009   | Charlotte         | États-Unis | Time Warner Cable Arena              |
| 9 septembre 2009   | Lafayette         | États-Unis | Cajundome                            |
| 10 septembre 2009  | Bossier City      | États-Unis | CenturyTel Center                    |
| 11 septembre 2009  | Birmingham        | États-Unis | BJCC Arena                           |
| 12 septembre 2009  | Nashville         | États-Unis | Sommet Center                        |
| 25 septembre 2009  | Dallas            | États-Unis | American Airlines Center             |
| 26 septembre 2009  | North Little Rock | États-Unis | Verizon Arena                        |
| 27 septembre 2009  | Tulsa             | États-Unis | BOK Center                           |
| 1er octobre 2009   | Pittsburgh        | États-Unis | Mellon Arena                         |
| 2 octobre 2009     | Grand Rapids      | États-Unis | Van Andel Arena                      |
| 3 octobre 2009     | Cleveland         | États-Unis | Quicken Loans Arena                  |
| 8 octobre 2009     | Indianapolis      | États-Unis | Conseco Fieldhouse                   |
| 9 octobre 2009     | Rosemont          | États-Unis | Allstate Arena                       |
| 10 octobre 2009    | Rosemont          | États-Unis | Allstate Arena                       |
| 11 octobre 2009    | Minneapolis       | États-Unis | Target Center                        |
| Europe             |                   |            |                                      |
| 23 novembre 2009   | Londres           | Angleterre | Wembley Arena                        |
| 24 novembre 2009   | Manchester        | Angleterre | Manchester Evening News Arena        |
| Océanie            |                   |            |                                      |
| 4 février 2010     | Brisbane          | Australie  | Brisbane Entertainment Centre        |
| 6 février 2010     | Sydney            | Australie  | Acer Arena                           |
| 7 février 2010     | Sydney            | Australie  | Acer Arena                           |
| 8 février 2010     | Newcastle         | Australie  | Newcastle Entertainment Centre       |
| 10 février 2010    | Melbourne         | Australie  | Rod Laver Arena                      |
| 11 février 2010    | Melbourne         | Australie  | Rod Laver Arena                      |
| 12 février 2010    | Adélaïde          | Australie  | Adelaide Entertainment Centre        |
| Asie               |                   |            |                                      |
| 17 février 2010    | Tokyo             | Japon      | Zepp Tokyo (en)                      |
| Amérique du Nord   |                   |            |                                      |
| 4 mars 2010        | Tampa             | États-Unis | St. Pete Times Forum                 |
| 5 mars 2010        | Orlando           | États-Unis | Amway Arena                          |
| 7 mars 2010        | Sunrise           | États-Unis | BankAtlantic Center                  |
| 10 mars 2010       | Austin            | États-Unis | Frank Erwin Center                   |
| 11 mars 2010       | Dallas            | États-Unis | American Airlines Center             |
| 12 mars 2010       | Corpus Christi    | États-Unis | American Bank Center Arena           |
| 18 mars 2010       | Philadelphie      | États-Unis | Wachovia Center                      |
| 19 mars 2010       | Philadelphie      | États-Unis | Wachovia Center                      |
| 20 mars 2010       | Charlottesville   | États-Unis | John Paul Jones Arena                |
| 26 mars 2010       | Auburn Hills      | États-Unis | The Palace of Auburn Hills           |
| 27 mars 2010       | Auburn Hills      | États-Unis | The Palace of Auburn Hills           |
| 28 mars 2010       | Cincinnati        | États-Unis | U.S. Bank Arena                      |
| 31 mars 2010       | Oklahoma City     | États-Unis | Ford Center                          |
| 1er avril 2010     | Wichita           | États-Unis | Intrust Bank Arena                   |
| 2 avril 2010       | Kansas City       | États-Unis | Sprint Center                        |
| 6 avril 2010       | Denver            | États-Unis | Pepsi Center                         |
| 7 avril 2010       | Denver            | États-Unis | Pepsi Center                         |
| 10 avril 2010      | Fresno            | États-Unis | Save Mart Center at Fresno State     |
| 11 avril 2010      | San José          | États-Unis | HP Pavilion at San Jose              |
| 15 avril 2010      | Los Angeles       | États-Unis | Staples Center                       |
| 16 avril 2010      | Los Angeles       | États-Unis | Staples Center                       |
| 29 avril 2010      | Lexington         | États-Unis | Rupp Arena                           |
| 30 avril 2010      | Columbia          | États-Unis | Colonial Life Arena                  |
| 1er mai 2010       | Raleigh           | États-Unis | RBC Center                           |
| 6 mai 2010         | Des Moines        | États-Unis | Wells Fargo Arena                    |
| 7 mai 2010         | Saint Paul        | États-Unis | Xcel Energy Center                   |
| 8 mai 2010         | Moline            | États-Unis | I Wireless Center                    |
| 12 mai 2010        | Newark            | États-Unis | Prudential Center                    |
| 13 mai 2010        | Newark            | États-Unis | Prudential Center                    |
| 14 mai 2010        | Uniondale         | États-Unis | Nassau Veterans Memorial Coliseum    |
| 15 mai 2010        | Uniondale         | États-Unis | Nassau Veterans Memorial Coliseum    |
| 20 mai 2010        | Ottawa            | Canada     | Scotiabank Place                     |
| 21 mai 2010        | Toronto           | Canada     | Air Canada Centre                    |
| 22 mai 2010        | Toronto           | Canada     | Air Canada Centre                    |
| 25 mai 2010        | Houston           | États-Unis | Toyota Center                        |
| 26 mai 2010        | Houston           | États-Unis | Toyota Center                        |
| 1er juin 2010      | Washington        | États-Unis | Verizon Center                       |
| 2 juin 2010        | Washington        | États-Unis | Verizon Center                       |
| 5 juin 2010        | Foxborough        | États-Unis | Gillette Stadium                     |
| 10 juillet 2010    | Cavendish         | Canada     | Cavendish Beach                      |

### Festivals
A This concert was a part of BamaJam 2009
B This concert was a part of Country USA Music Festival
C This concert was a part of Country Fest
D This concert was a part of the Craven Country Jamboree
E This concert was a part of the Country Thunder Festival
F This concert was a part of the Cheyenne Frontier Days
G This concert was a part of the North Dakota State Fair
H This concert was a part of the WE Fest
I This concert was a part of the V Festival
J This concert was part of the Cavendish Beach Music Festival